# Gary Cantrell

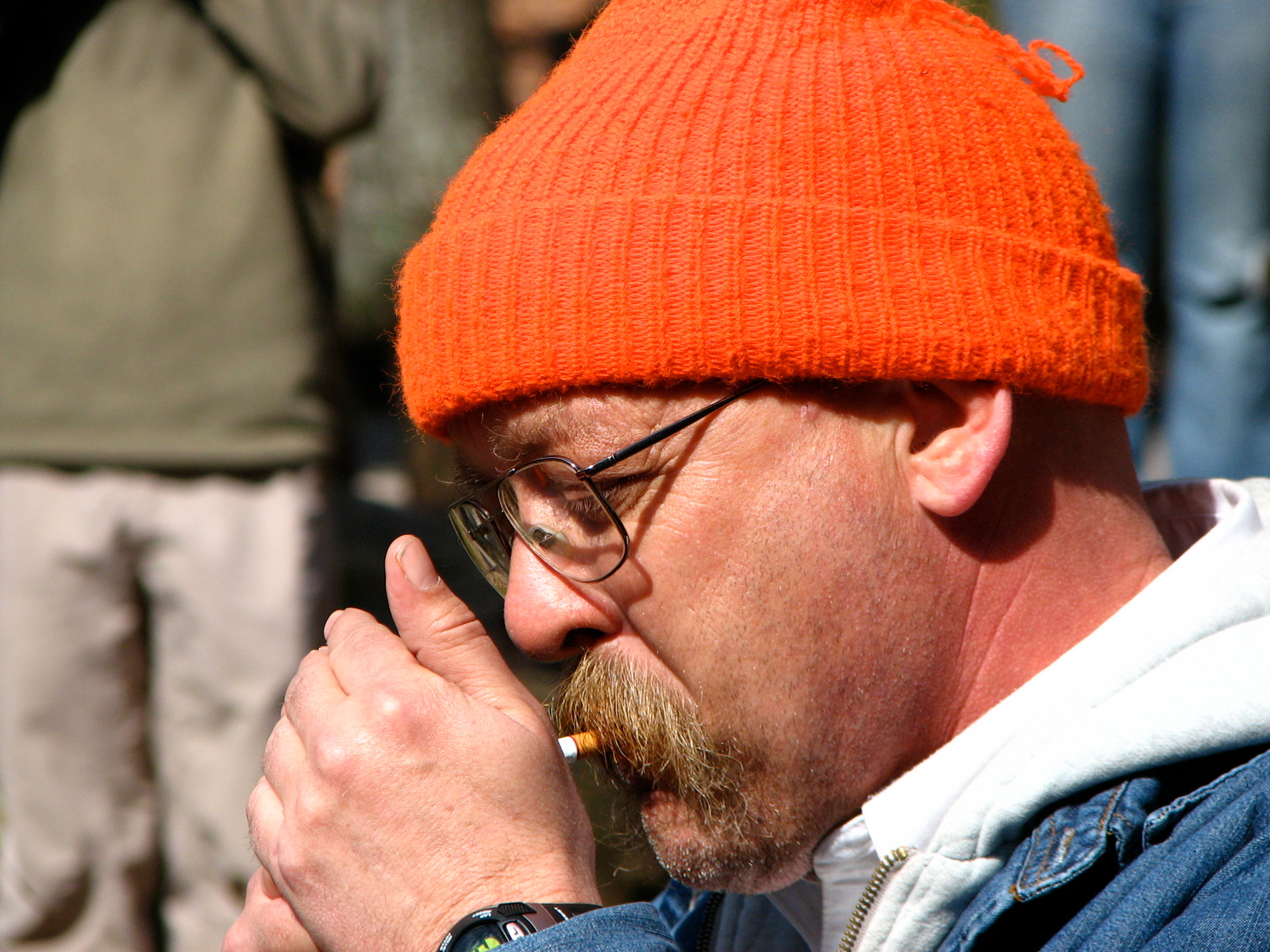
Cantrell beim Start des Barkley Marathons, 2009

Gary Cantrell, aka Lazarus Lake (* 1952), ist ein US-amerikanischer Extremsportler und Organisator von Ausdauerrennen. Zu seinen von ihm ausgedachten Rennen gehören die Barkley Marathons, Big's Backyard Ultra, die Barkley Fall Classic, Vol State 500K, A Race for the Ages, das Last Annual Heart of the South, und der Strolling Jim 40. Im Jahr 2018 durchquerte Lake die Vereinigten Staaten zu Fuß, beginnend in Rhode Island und endend in Oregon.
Er lebt mit seiner Frau Sandra in Bell Buckle, Tennessee.
Cantrell erlangte durch den 2014 erschienenen Dokumentarfilm The Barkley Marathons: The Race That Eats Its Young weltweite Bekanntheit außerhalb der Laufszene.
Lake wurde in Sports Illustrated, The New York Times, und The Guardian erwähnt, er ist Kolumnist des Ultrarunning Magazine seit dessen Gründung im Mai 1981.
Im Jahr 2023 wurde Cantrell in die American Ultrarunning Hall of Fame aufgenommen.